# هاري إس. كرو
هاري إس. كرو هو مؤرخ كندي، ولد في 1922، وتوفي في 1981.